# ByViruZz
Víctor Mélida Cambra (Saragossa, 1 de maig de 1992), també conegut com a byViruZz és un boxejador, exjugador d'handbol i youtuber espanyol. Nascut a Saragossa, allí va desenvolupar els seus primers passos com a jugador d'handbol, fins que en la temporada 2013-14 es va incorporar al BM Huesca. Aquesta mateixa temporada va debutar amb el primer equip i va ser entrant en diverses convocatòries per als partits de la Lliga ASOBAL i en la temporada 2014-15 també va participar en la Copa EHF. La seva posició habitual al camp era la d'extrem dret. Va deixar l'handbol a la fi del 2015 per dedicar-se al seu canal a Youtube i altres projectes com dirigir el canal de Play Station Espanya durant setembre del 2015 fins a mitjans del 2017
Actualment és un Youtuber amb 5 milions de subscriptors conegut amb el pseudònim de byViruZz.

## Clubs
- BM Huesca (2013-2015)
- Dominicos de Zaragoza
- Maravillas La Salle